# Черноус, Павел Васильевич
Павел Васильевич Черноус (29 марта 1909, х. Ещеулов, область Войска Донского,  Российская империя — 11 февраля 1980, Кишинёв, Молдавская ССР,  СССР) — советский военачальник, генерал-майор (13.09.1944).

## Биография
Родился 29 марта 1909 года на хуторе Ещеулов (ныне  Усть-Донецкий район, Ростовская область).  Русский.

### Военная служба

#### Межвоенные годы
В сентябре 1928 года добровольно (по путевке комсомола) через Шахтинский районный военкомат поступил в Одесскую пехотную школу. По её окончании назначен в 12-й стрелковый полк 4-й стрелковой дивизии Белорусского военного округа, в его составе проходил службу командиром взвода и временно исполняющим должность помощника начальника штаба полка. Член ВКП(б) с 1931 года. В период с мая по сентябрь 1932 года временно исполнял должность начальника оперативного отдела штаба 3-й механизированной бригады, затем вернулся в полк и служил командиром стрелковой и пулеметной рот. В апреле 1935 года командирован на учебу в Военную академию РККА им. М. В. Фрунзе, по её окончании в августе 1938 года назначен начальником отдела устройства тыла Одесской армейской группы. В сентябре 1939 года эта группа войск был переименована в 12-ю армию и в ходе  похода Красной армии в Западную Украину направлена в город Станиславов. В декабре 1939 года приказом НКО назначен заместителем начальника штаба 12-й армии по тылу. В этой должности летом 1940 года участвовал в походе Красной армии в Северную Буковину. В декабре 1940 года по личной просьбе переведён на должность начальника штаба 72-й стрелковой дивизии КОВО.

#### Великая Отечественная война
В начале войны воевал в той же должности на Юго-Западном фронте. В ходе приграничного сражения, затем Киевской оборонительной операции дивизия в составе 8-го стрелкового корпуса 26-й армии вела тяжелые оборонительные бои в районах Перемышль, Добромиль, Самбор, Тарнополь, Винница, Умань. В районе села Подвысокое Кировоградской области вместе с соединениями 6-й и 12-й армий попал в окружение, там же был ранен в ногу. С 12 августа по 22 октября 1941 года выходил из окружения. 19 сентября в районе деревни Ольшаница Киевской области он был захвачен в плен немецкой полицией и помещен в концлагерь в городе Белая Церковь. 27 сентября освобождён из концлагеря «как украинец» (под вымышленной фамилией “Каченко” – жителя Нежинского района Черкасской области). 22 октября перешёл линию фронта на участке Песочин под Харьковом. До 7 декабря майор  П. В. Черноус находился в резерве Юго-Западного фронта, затем направлен в Южно-Уральский военный округ на должность командира отдельной бригады. По прибытии его назначили начальником штаба 124-й отдельной стрелковой бригады. После сформирования убыл с ней в Рязань в состав Московской зоны обороны. В середине августа 1942 года бригада убыла под Сталинград в состав 62-й армии. В должности начальника штаба 124-й отдельной стрелковой бригады и начальника штаба Северной группы обороны Сталинграда подполковник П. В. Черноус участвовал в Сталинградской битве, в боях был контужен, но остался в строю. С 9 по 30 декабря 1942	года временно командовал бригадой. За боевые отличия под Сталинградом был награждён орденом Красного Знамени. По окончании Сталинградской битвы в феврале 1943 года бригада убыла на Калининский фронт, где вошла в состав 39-й армии.
Приказом по войскам Калининского фронта от 25 мая 1943 года назначен начальником штаба 306-й стрелковой дивизии 43-й армии. До августа её части занимали оборону севернее Духовщины, затем участвовали в Смоленской наступательной операции и в наступлении на витебском направлении. С ноября 1943 года по январь 1944 года временно командовал этой дивизией. Приказом по войскам 1-го Прибалтийского фронта от 18 января 1944 года назначен командиром 47-й стрелковой дивизии 4-й ударной армии и находился в этой должности до конца войны. В середине февраля дивизия была передана 6-й гвардейской армии этого же фронта и вела бои южнее Витебска, с апреля находилась в резерве фронта на пополнении. В начале июня она вновь вошла в состав 6-й гвардейской армии и приняла участие в Белорусской, Витебско-Оршанской и Полоцкой наступательных операциях. Наступая вдоль правого берега рек Оболь и Западная Двина, ее части 4 июля участвовали в освобождении города Полоцк. За образцовое выполнение заданий командования по прорыву Витебского укрепленного района противника и взятие Полоцка дивизия была награждена орденом Ленина (10.07.1944), а лично полковник П. В. Черноус – орденом Суворова 2-й степени. В последующем ее части в составе армии успешно действовали в Режицко-Двинской и Шяуляйской наступательных операциях. В октябре 1944 года дивизия была передислоцирована в район города Приекуле и участвовала в Прибалтийской, Рижской и Мемельской наступательных операциях. 4 апреля дивизия была передана 22-й армии Ленинградского фронта, затем в ее составе выведена в резерв Ставки ВГК. К 20 апреля ее части сосредоточились в районе Булбуката в 30 км юго-западнее Бухареста.
За время войны П. В. Черноус был два раза упомянут в благодарственных в приказах Верховного Главнокомандующего.

#### Послевоенное время
После войны генерал-майор П. В. Черноус продолжал командовать дивизией в ЮГВ. В ноябре 1945 года в связи с оргмероприятиями состоял в распоряжении ГУК, затем в январе 1946 года назначен командиром 93-й стрелковой дивизии ЮГВ. С июля вступил в командование 48-й отдельной стрелковой бригадой ПрикВО. В марте 1947 года назначен начальником штаба 113-й гвардейской стрелковой дивизии Таврического ВО. С апреля 1948 года - начальник отдела всевобуча штаба округа, затем в ноябре назначен начальником военной кафедры Одесского кредитно-экономического института. С ноября 1952 года был заместителем начальника Управления боевой и физической подготовки ОдВО. С ноября 1953 года по ноябрь 1954 года находился на учебе на ВАК при Высшей военной академии им. К. Е. Ворошилова, по окончании назначен 1-м заместителем начальника Управления боевой подготовки ГСВГ. С декабря 1955 года и. д. пом. командующего, он же начальник отдела боевой подготовки 3-й гвардейской механизированной армии. С декабря 1957 года был начальником военной кафедры Одесской государственной консерватории им. А. В. Неждановой. В январе 1960 года был уволен в запас.

## Награды
- орден Ленина (03.11.1953)[5]
- два ордена Красного Знамени (08.02.1943[6], 20.06.1949[5])
- орден Суворова II степени (26.07.1944)[7]
- орден Отечественной войны I степени (19.09.1943)[8]
- орден Красной Звезды  (03.11.1944)[5][9]
  - медали в том числе:
  - «За оборону Сталинграда» (07.07.1945)[10]
  - «За победу над Германией в Великой Отечественной войне 1941—1945 гг.» (22.09.1945)[11]
  - «Ветеран Вооружённых Сил СССР» (1976)

Приказы (благодарности) Верховного Главнокомандующего в которых отмечен П. В. Черноус.
- За прорыв сильной, глубоко эшелонированной обороны Витебского укреплённого района немцев, северо-западнее города Витебск, на участке протяжением 35 километров, и продвижение в глубину за два дня наступательных боёв от 20 до 40 километров, расширение прорыва до 80 километров по фронту, и выход к реке Западная Двина на участке 35 километров. 24 июня 1944 года № 115.
- За овладение штурмом городом и важным железнодорожным узлом Полоцк — мощным укрепленным районом обороны немцев, прикрывающим направление на Двинск. 4 июля 1944 года. № 129.